# Anuari de l'Observatori de Biblioteques, Llibres i Lectura
L'Anuari de l'Observatori de Biblioteques, Llibres i Lectura és una publicació que recull els articles de l'àmbit de les biblioteques, el llibre i la lectura a Catalunya, que està editat per l'Observatori de Biblioteques, Llibres i Lectura (OBLL), organisme adscrit a la Facultat de Biblioteconomia i Documentació de la Universitat de Barcelona. Té un caràcter biennal i comença a publicar-se el 2010.
La publicació de l'Anuari té com a objectiu recollir periòdicament l'estat de la qüestió i el balanç d’actuacions dutes a terme en els diversos àmbits de l’Observatori de Biblioteques, Llibres i Lectura, el qual es va crear el 14 de juliol de 2008 i està adscrit a la Facultat de Biblioteconomia i Documentació de la Universitat de Barcelona. L'Anuari vol recollir l'evolució i els canvis recents més significatius a Catalunya en l'àmbit de les biblioteques, el llibre i la lectura. Els seus continguts van des de la història del llibre, les biblioteques i la lectura, passant pels llibres infantils i juvenils, la investigació, difusió i formació, l'àlbum i l'edició catalana, les biblioteques públiques i les biblioteques escolars a Catalunya, la promoció de la lectura a Catalunya, etc.
El 2010 es publicava el primer volum. Dos anys més tard, el 2012, apareixia el segon, centrat principalment en la lectura i l'edició en biblioteques, centres educatius i llibreries de Catalunya durant el 2010 i 2011. El 2014, apareixia el tercer volum centrat en allò què s'ha fet a Catalunya al llarg del 2013 en relació, principalment, a la lectura i l'edició, especialment centrada en llibre infantil i juvenil, així com la promoció de l'hàbit lector en biblioteques, centres educatius i llibreries, a més d'analitzar estudis i investigacions en l'àmbit català i espanyol sobre aquests temes.
Des de l'edició de 2014 l'Anuari de l’Observatori de biblioteques, llibres i lectura es publica per parts, la qual cosa implica que no cal esperar a finals d’any per conèixer el seu contingut, i es converteix en un número obert, conegut en el món anglosaxó com ASAP (as soon as publishable / as soon as possible).